# Šport u 2021.
◄◄ | ◄ | 2018. | 2019. | 2020. | 2021.  | 2022. | 2023. | 2024. | ► | ►►
Arhitektura • Astronautika • Astronomija • Biologija • Film • Fotografija • Glazba • Kazalište • Kemija • Kiparstvo • Knjige • Književnost • Kršćanstvo • Meteorologija • Medicina • Planinarstvo • Politika • Pravo • Promet • Slikarstvo • Strip • Šport • Televizija • Znanost • Zrakoplovstvo • Željeznički promet
Šport u 2021.

## Svijet

### Natjecanja

#### Svjetska natjecanja
- Svjetsko prvenstvo u vaterpolu u Fukoji u Japanu

## Hrvatska i u Hrvata

### Osnivanja
- 25. kolovoza, ŽNK Marjan postaje ŽNK Hajduk[1]

## Vanjske poveznice
|  | Zajednički poslužitelj ima još gradiva o temi Šport u 2021. |